# پائولو اوبرادوویچ
پائولو اوبرادوویچ (انگلیسی: Paulo Obradović؛ زادهٔ ۹ مارس ۱۹۸۶) بازیکن واترپلو اهل کرواسی است.
وی در مسابقات کشوری و بین‌المللی در مجموع برندهٔ ۳ مدال طلا، ۲ مدال نقره، ۵ مدال برنز شده‌است.